# Epicauta montara
Epicauta montara là một loài bọ cánh cứng trong họ Meloidae. Loài này được Ballmer miêu tả khoa học năm 1979.